# Villarroya del Campo
Villarroya del Campo è un comune spagnolo di 74 abitanti situato nella comunità autonoma dell'Aragona.